# Bilbao Intermodal
Bilbao Intermodal, anciennement appelé Termibus, est le principal terminal d'autobus de Bilbao. Est situé près de la gare échangeur de San Mamés, qui comprend les services ferroviaires de Renfe Cercanías Bilbao, la station du métro de Bilbao et EuskoTran, outre les services d'autobus de Bilbobus et Bizkaibus.
Actuellement depuis Termibus on peut accéder à l'Aéroport international de Bilbao, avec la ligne A3247 de Bizkaibus qui couvre le service chaque 20 minutes, avec une durée du trajet de 15 minutes.
La construction du terminal d'autobus a commencé vers le milieu des années 1990 pour être une gare provisoire, étant donné les nombreux travaux, des compagnies d'autobus et les divers arrêts d'autobus dans la capitale biscaïenne. Le nombre croissant de passagers et l'afflux de nombreuses marques commerciales de transport par la route, a fait que la gare d'autobus Termibus a été soumise à une grande réforme pour devenir une gare permanente durant plusieurs années, devenant ainsi un lieu stratégique de Bilbao.
L'architecte Nicholas Grimshaw né en 1939 à Hove (Angleterre), a été la personne chargée de développer l'ouvrage définitif du « Termibus » pour l'année 1999, basé sur une structure simple ouverte avec des arrêts périmétraux et couverte par des marquises semi circulaires. Grimshaw utilise des matériaux nobles comme l'acier inoxydable et le verre trempé. Son expérience dans les terminaux va depuis le Centre d'Opérations et le Terminal de la gare de Waterloo à Londres (1991 et 1993), Les Terminaux 1 et 3 de l'Aéroport de Heathrow (1993 et 1998), le terminal 1 de l'aéroport de Manchester, jusqu'à la station Suthern Cross de Melbourne, Australie (2006) et la station Biljmer Arena à Amsterdam (2007) parmi les plus importants.
Toutefois, avec la construction de la nouvelle station Intermodale d'Abando on prévoit que le terminal d'autobus soit transféré là, un lieu plus central et en rapport avec tous les moyens de transport de Biscaye, sauf EuskoTren. Ici sont présents : Bilbobus, Bizkaibus, Métro de Bilbao, Renfe Cercanías Bilbao, Feve, EuskoTran et Termibus.

## Opérateurs

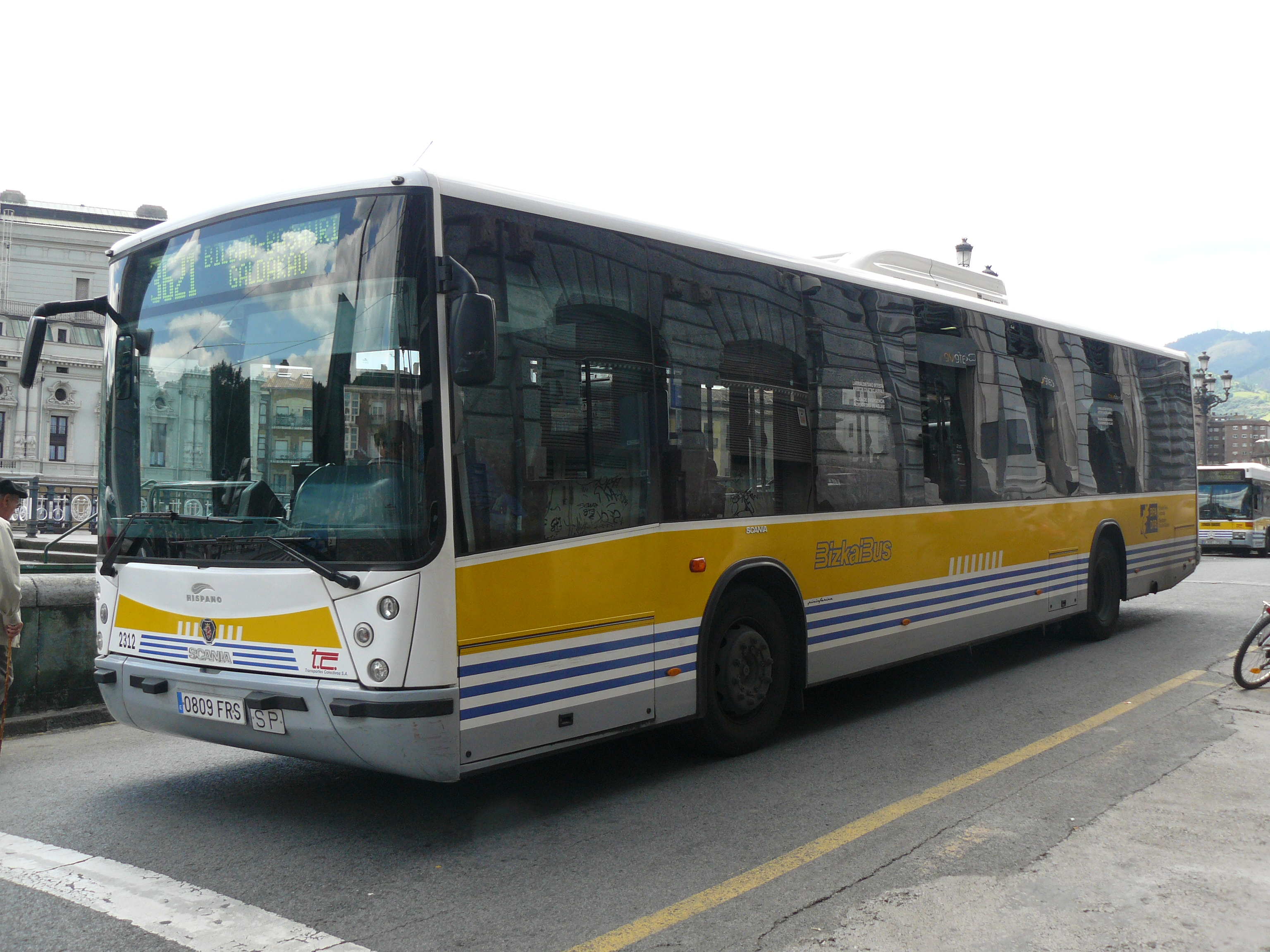
Autobus de BizkaiBus à Bilbao.

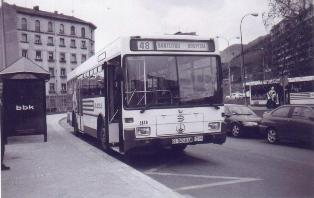
Mercedes 0-405 avec une décoration originale de Bilbobus.

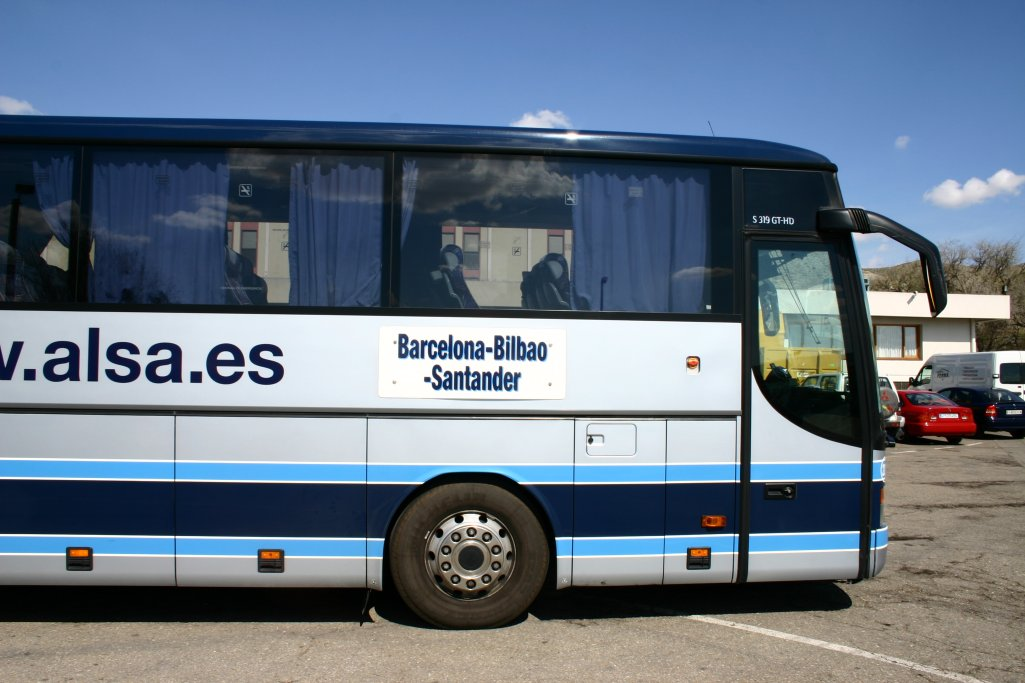
Autobus de la compagnie ALSA

- BIZKAIBUS
- TRANSPORTES COLECTIVOS[1]
- ENCARTACIONES[2]
- ALSA[3]
- PESA
- VEOLIA TRANSPORTE
- CONTINENTAL AUTO
- LA UNION-LA BURUNDESA
- BILMAN BUS
- UNIONBUS
- VIBASA
- ATLASSIB

## Destinations

### Alentours
Bilbobus
- 26 Uribarri - Termibus
- 38 Otxarkoaga - Termibus
- 62 Termibus - Arabella
- 80 Altamira - Termibus.

Bizkaibus
- A0651 Bilbao - Zalla - Balmaseda
- A2153 Bilbao - Loioa - Aiartza
- A2318 Termibus - UPV (par autoroute)
- A3247 Bilbao - Aéroport
- A3341 Bilbao - Sodupe - Respalditza
- A3342 Bilbao - Sodupe - Artziniega
- A3343 Bilbao - Sodupe
- A3414 Bilbao - Getxo (par le tunnel d'Artxanda)[4]
- A3512 Bilbao - Iurreta - Markina - Lekeitio (par autoroute)
- A3513 Bilbao - Hospital de Galdakao - Gernika - Ea - Lekeitio
- A3523 Bilbao - Hospital de Galdakao - Gernika - Aulestia - Lekeitio et Hospital de Galdakao - Gernika - Aulestia - Lekeitio - Mendexa[5]
- A3915 Bilbao - Durango - Ondarroa
- A3916 Bilbao - Ermua - Ondarroa
- A3923 Bilbao - Durango - Elorrio
- A3926 Bilbao - Ermua - Eibar (par autoroute)
- A3927 Bilbao - Lemoa - Zeanuri (par autoroute)
- A3930 Bilbao - Galdakao (par autoroute)
- A3933 Bilbao - Durango (par autoroute)

Encartaciones S.A.
- A3345 Bilbao - Castro Urdiales (par la N-634)
- A3346 Bilbao - Castro Urdiales (par autoroute)

### Longue distance
ALSA
- Andalousie
- Aragon
- Asturies
- Cantabrie
- Castille-La Mancha
- Castille et León
- Catalogne
- Estrémadure
- Galice
- Madrid
- Allemagne
- Belgique
- Bulgarie
- France
- Royaume-Uni
- Pays-Bas
- Maroc
- Portugal
- Suisse

La Unión-La Burundesa
- Alava
- Navarre
- La Rioja

PESA
- Guipuscoa
- France

Bilman Bus
- Région de Murcie
- Communauté valencienne

Vibasa
- Galice

Union Bus
- Andalousie

Atlassib
- Roumanie